# Nascar Cup Series 2024

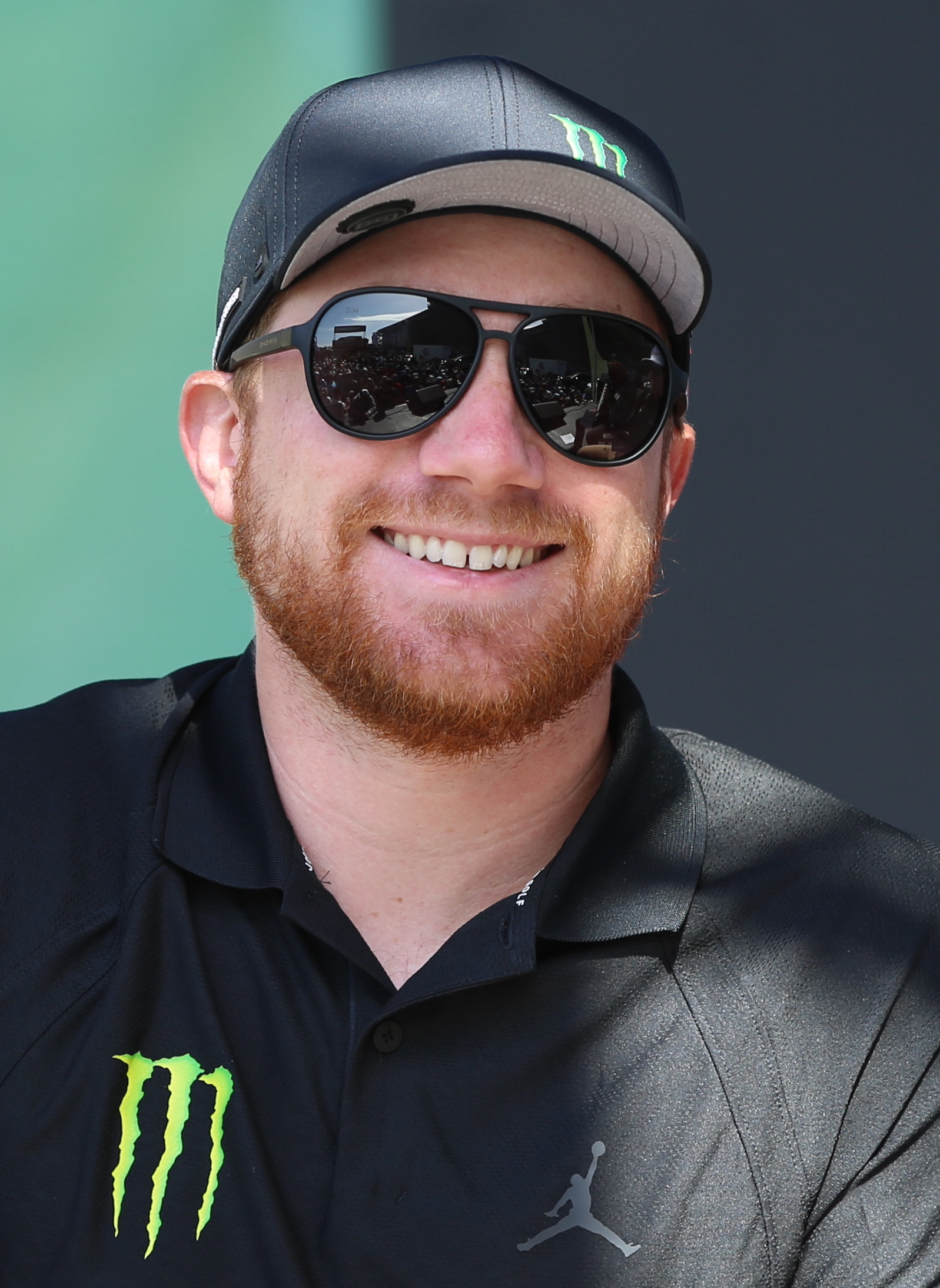
Tyler Reddick vann grundserien med en poängs marginal ned till tvåan Kyle Larson.

Nascar Cup Series 2024 var den 76:e upplagan av den främsta divisionen av professionell stockcarracing i USA som arrangeras av National Association for Stock Car Auto Racing.
Säsongen startade 3 februari på Los Angeles Memorial Coliseum med uppvisningsloppet Busch Light Clash at The Coliseum. För tredje året i rad anlade Nascar en temporär kvarts mile lång asfalterad ovalbana för evenemanget. Säsongen 2024 var sista året man körde "The Clash" på Los Angeles Memorial Coliseum. År 2025 flyttades tävlingen till Bowman Gray Stadium. Bluegreen Vacations Duel kördes på Daytona, 15 februari, vilket även var slutkval till den 66:e upplagan av Daytona 500. Säsongen avslutades 10 november på Phoenix Raceway med Season Finale 500. Joey Logano tog sin tredje mästerskapstitel.

## Tävlingskalender
| U                                                                                  | Busch Light Clash at The Coliseum  | Los Angeles Memorial Coliseum, Los Angeles, Kalifornien     | 4 3 februari   |
| KV                                                                                 | Bluegreen Vacations Duel           | Daytona International Speedway, Daytona Beach, Florida      | 15 februari    |
| 1                                                                                  | Daytona 500                        | Daytona International Speedway, Daytona Beach, Florida      | 18 19 februari |
| 2                                                                                  | Ambetter Health 400                | Atlanta Motor Speedway, Hampton Georgia                     | 25 februari    |
| 3                                                                                  | Pennzoil 400                       | Las Vegas Motor Speedway, Las Vegas Nevada                  | 3 mars         |
| 4                                                                                  | Shriners Children’s 500            | Phoenix Raceway, Avondale, Arizona                          | 10 mars        |
| 5                                                                                  | Food City 500                      | Bristol Motor Speedway, Bristol, Tennessee                  | 17 mars        |
| 6                                                                                  | Echopark Automotive Grand Prix     | Circuit of the Americas, Austin, Texas                      | 24 mars        |
| 7                                                                                  | Toyota Owners 400                  | Richmond Raceway, Richmond, Virginia                        | 31 mars        |
| 8                                                                                  | Cook Out 400                       | Martinsville Speedway, Ridgeway, Virginia                   | 7 april        |
| 9                                                                                  | Autotrader Echopark Automotive 500 | Texas Motor Speedway, Fort Worth, Texas                     | 14 april       |
| 10                                                                                 | Geico 500                          | Talladega Superspeedway, Lincoln, Alabama                   | 21 april       |
| 11                                                                                 | Würth 400                          | Dover International Speedway, Dover Delaware                | 28 april       |
| 12                                                                                 | Adventhealth 400                   | Kansas Speedway, Kansas City, Kansas                        | 5 maj          |
| 13                                                                                 | Goodyear 400                       | Darlington Raceway, Darlington, South Carolina              | 12 maj         |
| U                                                                                  | Nascar All Star Open               | North Wilkesboro Speedway, North Wilkesboro, North Carolina | 21 maj         |
| U                                                                                  | Nascar All Star Race               | North Wilkesboro Speedway, North Wilkesboro, North Carolina | 21 maj         |
| 14                                                                                 | Coca-Cola 600                      | Charlotte Motor Speedway, Charlotte, North Carolina         | 26 maj         |
| 15                                                                                 | Enjoy Illinois 300                 | World Wide Technology Raceway, Madison, Illinois            | 2 juni         |
| 16                                                                                 | Toyota/Save Mart 350               | Sonoma Raceway, Sonoma, Kalifornien                         | 9 juni         |
| 17                                                                                 | Iowa Corn 350                      | Iowa Speedway, Newton, Iowa                                 | 16 juni        |
| 18                                                                                 | USA Today 301                      | New Hampshire Motor Speedway, Loudon, New Hampshire         | 23 juni        |
| 19                                                                                 | Ally 400                           | Nashville Superspeedway, Lebanon, Tennessee                 | 30 juni        |
| 20                                                                                 | Grant Park 165                     | Chicago Street Course, Chicago, Illinois                    | 7 juli         |
| 21                                                                                 | The Great American Getaway 400     | Pocono Raceway, Long Pond, Pennsylvania                     | 14 juli        |
| 22                                                                                 | Brickyard 400                      | Indianapolis Motor Speedway, Speedway, Indiana              | 21 juli        |
| 23                                                                                 | Cook Out 400                       | Richmond Raceway, Richmond, Virginia                        | 11 augusti     |
| 24                                                                                 | Firekeepers Casino 400             | Michigan International Speedway, Brooklyn, Michigan         | 18 augusti     |
| 25                                                                                 | Coke Zero Sugar 400                | Daytona International Speedway, Daytona Beach, Florida      | 24 augusti     |
| 26                                                                                 | Cook Out Southern 500              | Darlington Raceway, Darlington, South Carolina              | 1 september    |
| Första elimineringsrundan med 16 förare kvar med möjlighet att vinna mästerskapet. |                                    |                                                             |                |
| 27                                                                                 | Quaker State 400                   | Atlanta Motor Speedway, Hampton Georgia                     | 8 september    |
| 28                                                                                 | Go Bowling at The Glen             | Watkins Glen International, Watkins Glen, New York          | 15 september   |
| 29                                                                                 | Bass Pro Shops Night Race          | Bristol Motor Speedway, Bristol, Tennessee                  | 21 september   |
| Andra elimineringsrundan med 12 förare kvar med möjlighet att vinna mästerskapet.  |                                    |                                                             |                |
| 30                                                                                 | Hollywood Casino 400               | Kansas Speedway, Kansas City, Kansas                        | 29 september   |
| 31                                                                                 | Yellawood 500                      | Talladega Superspeedway, Lincoln, Alabama                   | 6 oktober      |
| 32                                                                                 | Bank of America Roval 400          | Charlotte Motor Speedway, Concord, North Carolina           | 13 oktober     |
| Tredje elimineringsrundan med 8 förare kvar med möjlighet att vinna mästerskapet.  |                                    |                                                             |                |
| 33                                                                                 | South Point 400                    | Las Vegas Motor Speedway, Las Vegas, Nevada                 | 20 oktober     |
| 34                                                                                 | Straight Talk Wireless 400         | Homestead-Miami Speedway, Homestead, Florida                | 27 oktober     |
| 35                                                                                 | Xfinity 500                        | Martinsville Speedway, Ridgeway, Virginia                   | 3 november     |
| Finallopp med 4 förare kvar med möjlighet att vinna mästerskapet.                  |                                    |                                                             |                |
| 36                                                                                 | Season Finale 500                  | Phoenix Raceway, Avondale, Arizona                          | 10 november    |

## Resultat
| Nr | Tävling                            | Pole position       | Flest ledda varv           | Vinnare             | Team                     | Konstruktör | Rapport |
| -- | ---------------------------------- | ------------------- | -------------------------- | ------------------- | ------------------------ | ----------- | ------- |
| U  | Busch Light Clash at The Coliseum  | Denny Hamlin        | Ty Gibbs                   | Denny Hamlin        | Joe Gibbs Racing         | Toyota      | Rapport |
| KV | Bluegreen Vacations Duel 1         | Joey Logano         | Kyle Larson                | Tyler Reddick       | 23XI Racing              | Toyota      | Rapport |
| KV | Bluegreen Vacations Duel 2         | Michael McDowell    | Bubba Wallace              | Christopher Bell    | Joe Gibbs Racing         | Toyota      | Rapport |
| 1  | Daytona 500                        | Joey Logano         | Joey Logano                | William Byron       | Hendrick Motorsports     | Chevrolet   | Rapport |
| 2  | Ambetter Health 400                | Michael McDowell    | Todd Gilliland             | Daniel Suárez       | Trackhouse Racing        | Chevrolet   | Rapport |
| 3  | Pennzoil 400                       | Joey Logano         | Kyle Larson                | Kyle Larson         | Hendrick Motorsports     | Chevrolet   | Rapport |
| 4  | Shriners Children’s 500            | Denny Hamlin        | Denny Hamlin Tyler Reddick | Christopher Bell    | Joe Gibbs Racing         | Toyota      | Rapport |
| 5  | Food City 500                      | Ryan Blaney         | Denny Hamlin               | Denny Hamlin        | Joe Gibbs Racing         | Toyota      | Rapport |
| 6  | Echopark Texas Grand Prix          | William Byron       | William Byron              | William Byron       | Hendrick Motorsports     | Chevrolet   | Rapport |
| 7  | Toyota Owners 400                  | Kyle Larson         | Martin Truex Jr.           | Denny Hamlin        | Joe Gibbs Racing         | Toyota      | Rapport |
| 8  | Cook Out 400                       | Kyle Larson         | William Byron              | William Byron       | Hendrick Motorsports     | Chevrolet   | Rapport |
| 9  | Autotrader Echopark Automotive 500 | Kyle Larson         | Kyle Larson                | Chase Elliott       | Hendrick Motorsports     | Chevrolet   | Rapport |
| 10 | Geico 500                          | Michael McDowell    | Michael McDowell           | Tyler Reddick       | 23XI Racing              | Toyota      | Rapport |
| 11 | Würth 400                          | Kyle Busch          | Denny Hamlin               | Denny Hamlin        | Joe Gibbs Racing         | Toyota      | Rapport |
| 12 | Adventhealth 400                   | Christopher Bell    | Denny Hamlin               | Kyle Larson         | Hendrick Motorsports     | Chevrolet   | Rapport |
| 13 | Goodyear 400                       | Tyler Reddick       | Tyler Reddick              | Brad Keselowski     | RFK Racing               | Ford        | Rapport |
| U  | Nascar All Star Open               | Ty Gibbs            | Ty Gibbs                   | Ty Gibbs            | Joe Gibbs Racing         | Toyota      | Rapport |
| U  | Nascar All Star Race               | Joey Logano         | Joey Logano                | Joey Logano         | Team Penske              | Ford        | Rapport |
| 14 | Coca-Cola 600                      | Ty Gibbs            | Christopher Bell           | Christopher Bell    | Joe Gibbs Racing         | Toyota      | Rapport |
| 15 | Enjoy Illinois 300                 | Michael McDowell    | Christopher Bell           | Austin Cindric      | Team Penske              | Ford        | Rapport |
| 16 | Toyota/Save Mart 350               | Joey Logano         | Tyler Reddick              | Kyle Larson         | Hendrick Motorsports     | Chevrolet   | Rapport |
| 17 | Iowa Corn 350                      | Kyle Larson         | Ryan Blaney                | Ryan Blaney         | Team Penske              | Ford        | Rapport |
| 18 | USA Today 301                      | Chase Elliott       | Christopher Bell           | Christopher Bell    | Joe Gibbs Racing         | Toyota      | Rapport |
| 19 | Ally 400                           | Denny Hamlin        | Christopher Bell           | Joey Logano         | Team Penske              | Ford        | Rapport |
| 20 | Grant Park 165                     | Kyle Larson         | Ty Gibbs                   | Alex Bowman         | Hendrick Motorsports     | Chevrolet   | Rapport |
| 21 | The Great American Getaway 400     | Ty Gibbs            | Ryan Blaney                | Ryan Blaney         | Team Penske              | Ford        | Rapport |
| 22 | Brickyard 400                      | Tyler Reddick       | Tyler Reddick              | Kyle Larson         | Hendrick Motorsports     | Chevrolet   | Rapport |
| 23 | Cook Out 400                       | Denny Hamlin        | Denny Hamlin               | Austin Dillon       | Richard Childress Racing | Chevrolet   | Rapport |
| 24 | Firekeepers Casino 400             | Denny Hamlin        | Kyle Larson                | Tyler Reddick       | 23XI Racing              | Toyota      | Rapport |
| 25 | Coke Zero Sugar 400                | Michael McDowell    | Joey Logano                | Harrison Burton     | Wood Brothers Racing     | Ford        | Rapport |
| 26 | Cook Out Southern 500              | Bubba Wallace       | Kyle Larson                | Chase Briscoe       | Stewart–Haas Racing      | Ford        | Rapport |
| 27 | Quaker State 400                   | Michael McDowell    | Austin Cindric             | Joey Logano         | Team Penske              | Ford        | Rapport |
| 28 | Go Bowling at The Glen             | Ross Chastain       | Ross Chastain              | Chris Buescher      | RFK Racing               | Ford        | Rapport |
| 29 | Bass Pro Shops Night Race          | Alex Bowman         | Kyle Larson                | Kyle Larson         | Hendrick Motorsports     | Chevrolet   | Rapport |
| 30 | Hollywood Casino 400               | Christopher Bell    | Christopher Bell           | Ross Chastain       | Trackhouse Racing        | Chevrolet   | Rapport |
| 31 | Yellawood 500                      | Michael McDowell    | Austin Cindric             | Ricky Stenhouse Jr. | JTG Daugherty Racing     | Chevrolet   | Rapport |
| 32 | Bank of America Roval 400          | Shane Van Gisbergen | Kyle Larson                | Kyle Larson         | Hendrick Motorsports     | Chevrolet   | Rapport |
| 33 | South Point 400                    | Christopher Bell    | Christopher Bell           | Joey Logano         | Team Penske              | Ford        | Rapport |
| 34 | Straight Talk Wireless 400         | Tyler Reddick       | Tyler Reddick              | Tyler Reddick       | 23XI Racing              | Toyota      | Rapport |
| 35 | Xfinity 500                        | Martin Truex Jr.    | Brad Keselowski            | Ryan Blaney         | Team Penske              | Ford        | Rapport |
| 36 | Season Finale 500                  | Martin Truex Jr.    | Christopher Bell           | Joey Logano         | Team Penske              | Ford        | Rapport |